# 馬偕計畫
2011年，中華民國內政部為感念馬偕在台灣創建醫院、興辦學校及扶弱濟貧等貢獻，對於秉持馬偕關懷弱勢精神、長期為台灣無私奉獻之外籍人士，比照老人提供搭乘國內大眾運輸工具、進入公立（營）風景區、康樂場所、文教設施優待及長期照顧服務，特訂定馬階計畫 （页面存档备份，存于）。

## 相關福利
適用馬偕計畫之外籍人士，比照中華民國國籍老人，提供優待或服務項目如下：
1. 搭乘國內大眾運輸工具，包括國內公（民）營鐵路（含台灣高鐵）、公路客運、市區客運、捷運、船舶及民用航空運輸工具。
2. 進入公立（營）風景區、康樂場所及文教設施（以下簡稱公立育樂場所）。
3. 提供長期照顧服務，包括居家服務、日間照顧、家庭托顧、居家護理、居家（社區）復健、輔具購買、租借及居家無障礙環境改善服務、老人餐飲服務、喘息服務、交通接送服務及長期照顧機構服務。

## 執行歷程
- 2011年5月31日，美國籍修女華淑芳通過內政部馬偕計畫認證，將同享有臺灣老人些許福利。此福利內容包括交通工具半價、社教機構半價、風景區半價等優惠。
- 至2011年6月17日止，內政部已審核過首批申請名單，共有79人符合資格。[1]